# Mihail Szergejevics Tolsztih
Mihail Szergejevics Tolsztih (ukránul: Михайло Сергійович Толстих, oroszul: Михаи́л Серге́евич Толсты́х; Ilovajszk, 1980. július 19. – Doneck, 2017. február 8.), ismertebb nevén Givi (Ги́ви), az oroszbarát Szomália Zászlóalj parancsnoka volt a kelet-ukrajnai háborúban.

## Életrajz
A Komszomolszkaja Pravda napilapnak adott interjújában Tolsztih személyesen mondta el, hogy Ilovajszkban született és szolgált az ukrán hadseregben 1998 és 2000 között, mielőtt elkezdett dolgozni a közeli drótkötélgyárban, majd később egy szupermarketben mint biztonsági őr (habár azt is mondta, hogy beszédhibája akadályozta szolgálata teljesítésében). Az egyik interjújában azt is elmondta, hogy az egyik dédapja grúz nemzetiségű volt.
Még a háború korai szakaszában csatlakozott a lázadókhoz és harcolt a ilovajszki csatában. Givi vezette a Donyecki Népköztársaság Szomália Zászlóalját a donyecki repülőtérért vívott második csatában. A Telegraph írt egy rövid cikket róla, ahol interjút ad a Novorosszija TV-nek, mialatt állítólag egy robbanás történt a közelben.
2015. február 16-án felkerült a Európai Bizottság büntetőlistájára.
2016-ban olyan bűnökkel vádolták meg, mint terrorszervezet létrehozása, emberrablás, illetve hadifoglyokkal való kegyetlen bánásmód.

### Hadifoglyokkal szembeni bánásmódja
2015 januárjában számos videó jelent meg, amelyeken Tolsztih fizikailag bántalmazza a donyecki repülőtérért vívott második csatában ejtett hadifoglyokat. Tolsztih tisztán azonosítja magát, mielőtt a foglyokat megragadja az arcuknál, a tőrjét lengeti és levágja egyenruhájukról az ukrán hadsereg jelvényét, majd kényszeríti a foglyokat, hogy megegyék azt. Olekszandra Matvijcsuk, a kijevi központú Polgári Szabadságjogok Központjának feje „a genfi egyezmények botrányos felrúgásának” hívja a videóban megjelenő eseményeket.

### Halála
2017. február 8-án korán reggel merénylet áldozata lett donyecki irodájában. A gyilkos robbanást egy RPO-A Smel rakétahajtású gyalogsági lángszóró lövedéke okozta, melynek kilövési helye ismeretlen.
A donyecki tisztviselők az ukrán erőket vádolják a támadás végrehajtásával, mindeközben az ukrán biztonsági tisztviselők a Donyecki Népköztársaság belső harcainak eredményeképp hivatkoznak halálára.

## Fordítás
- Ez a szócikk részben vagy egészben  a   Mikhail Tolstykh című angol Wikipédia-szócikk ezen változatának fordításán alapul.  Az eredeti cikk szerkesztőit annak laptörténete sorolja fel. Ez a jelzés csupán a megfogalmazás eredetét és a szerzői jogokat jelzi, nem szolgál a cikkben szereplő információk forrásmegjelöléseként.